# 忌まれた家
『忌まれた家』（いまれたいえ、The Shunned House）または『忌み嫌われる家』は、ハワード・フィリップス・ラヴクラフトの小説。

## 概要
本作は、1924年10月に執筆されパルプ雑誌『ウィアード・テイルズ』1937年10月号に掲載された。実在の地名を使用し、ラヴクラフトのリアリズムへの拘りから過去の記録などを調べて脚色した。何世紀も前にアメリカに移住したフランス人が科学で知られない力によって現代まで生き続けているというストーリー。吸血鬼、憑依などの現象をラヴクラフトらしい表現で描いている。

## あらすじ
プロヴィデンスの一角に古い家が建っていた。かつてポウの散歩ルートにもあったこの家は、周辺の墓地が移され、道路が拡張されるなど土地整備からも残されていたが住民は、住んでいない。長い間、ここに住んだ大勢の人々が怪死したことで知られていた。主人公と伯父は、まずそれらの過去の記録を調べ、この家を実際に調査しようと計画した。燐光を放つ妖しい茸と苔に覆われた地下室（二人が調査した時は、庭だった地面が掘り返されて道路になり、地下室のドアから街路に出ることが出来た。）に狙いを絞り、二人は、そこで寝起きしつつキャンプ道具やエーテル放射器と火炎放射器を持ち込んだ。やがて主人公の目の前に黄色い光のような靄が現れ、伯父は、呼吸の苦しみを訴えながら顔が変身し、フランス語で何やら言葉を発しながら絶命した。この時、伯父が変身した数々の顔は、かつての死んだ住民、ハリス家と使用人の顔だったように主人公は、考えた。
後日、鶴嘴、踏鋤、懐中電灯、ガスマスク、6個の硫酸入りの瓶（カーボイ）を用意すると主人公は、地下室の下の地面を掘り返し、その中で奇怪な生物を目撃する。彼は、そこに目掛けて硫酸を全て流し込むと地面を元通りに埋め直して持ち主のハリス家にあらましを説明した。今では、この家は、何の問題もなく賃貸されている。

### 登場人物
- 主人公 - 物語の語り手。
- エリフ・ウィップル（Dr. Elihu Whipple） - 主人公の伯父。医師であり街の歴史を調べていた。
- ハリス家（Harris family） - かつてこの家に100年近く住み、今は、家と土地の持ち主だが住んでいない。主人公たちに調査の許可を出した。
- エティーヌ・ルレ（Etienne Roulet） - 1696年にプロヴィデンスのこの家に住んだフランス人。

## 解説
タイトルの由来でもあり作品にも取り上げられた家は、ロードアイランド州プロヴィデンスに実在し、現在もベネフィットストリートに建っている。ラブクラフト自身、叔母と一緒にこの家を訪れたことで知られ、内部の構造に至るまで子細に描写している。またこの家の近くをエドガー・アラン・ポーが散歩していたなどの話もラブクラフトが事実に基づいて調べ、作品を作る上で脚色した。実際の家は、怪現象も空き家だったこともない。1924年にニュージャージー州で良く似た家が荒廃している様子をラヴクラフトが見かけて物語の着想を得たとされている。
本作の主人公が慕う伯父のウィップル博士をPeter Cannonは、ラヴクラフトの親戚を彼が複合して作ったキャラクターだとしている。またラヴクラフトの祖父の名前は、ウィップル・フィリップス（Whipple Phillips）である。エティーヌ・ルレは、ラヴクラフトの創造したキャラクターだが元になったのは、ジャック・ルレ（Jacques Roulet）という歴史上の人物で狼男のモデルとしてジョン・フィクスの『神話と神話の造り手たち（Myths and Myth-Makers）』に登場しているところを読んで着想した。
はじめラヴクラフトの友人ウィリアム・ポウル・クック（W. Paul Cook）が同人誌として発表しようと1928年に製本を始めたが中断。結果、ラヴクラフトの死後に訃報と共にウィアード・テイルズによって掲載された方が先になって、この時に最初に発表されたことになった。未製本のままの３００部の印刷用紙は、1934年にクックからロバート・バーロウに譲れたが発刊されず、1959年にアーカムハウスが最終的に手に入れて製本して発刊した。これは、150部程度の数しかなくラヴクラフトの稀覯本となり偽造本まで出回った。

## 収録
- 角川ホラー文庫『ラヴクラフト恐怖の宇宙史』荒俣宏訳「忌まれた家」
- 創元推理文庫『ラヴクラフト全集7』大瀧啓裕訳「忌み嫌われる家」
- 新潮文庫『アウトサイダー クトゥルー神話傑作選』南條竹則訳 「忌まれた家」